# 谷内達
谷内 達（たにうち とおる、1944年(昭和19年)5月11日 - ）は、日本の地理学者。東京大学名誉教授。帝京大学教授。

## 人物
和歌山県生まれ。
- 1963年 - 東京教育大学附属中学校・高等学校（現・筑波大学附属中学校・高等学校）卒業
- 1967年 - 東京大学教養学部人文地理学卒業
- 1970年 - 同大学院理学系学研究科地理学専門課程修士課程修了。アジア経済研究所勤務
- 1977年 - 北海道大学文学部助教授
- 1985年 - 三重大学人文学部助教授
- 1987年 - 東京大学教養学部助教授
- 1991年 - 東京大学教養学部教授
- 1996年 - 東京大学教養学部総合文化研究科教授
- 1997年 - 「オーストラリアの天然資源基盤と都市システム」で博士（理学）の学位を取得
- 2007年 - 定年退官、名誉教授、帝京大学文学部・経済学部教授
- 2008年 - 帝京大学経済学部教授

## 著書
- 『パプアニューギニアの社会と経済』アジア経済研究所 アジアを見る眼、1982
- 『地理的オーストラリア論』古今書院、2018

### 共編
- 『日本の三大都市圏 その変容と将来像』高橋伸夫共編 古今書院、1994
- 『ジオグラフィー入門 考える力を養う地理学は面白い』高橋伸夫、阿部和俊、佐藤哲夫、杉谷隆共編 古今書院、1996
- 『日本の地誌 日本総論 2(人文・社会編)』山本正三、菅野峰明、田林明、奥野隆史共編 朝倉書店、2006
- 『地理教育講座』全4巻 中村和郎、高橋伸夫、犬井正共編 古今書院、2009
- 『日本の地誌 5 首都圏 東京都・神奈川県・埼玉県・千葉県 1』菅野峰明、佐野充共編 朝倉書店、2009

### 翻訳
- E.A.ベーム『オーストラリアの経済発展』アジア経済研究所 翻訳シリーズ、1974
- D.D.ハリス『オーストラリア その国土と人々』帝国書院 全訳世界の地理教科書シリーズ、1977
- 『図説大百科世界の地理 23 オセアニア・南極』朝倉書店、1997